# Équipe cycliste EF Education-Tibco-SVB
L'équipe cycliste EF Education-Tibco-SVB est une équipe cycliste féminine américaine, active entre 2005 et 2023. Elle court avec une licence UCI à partir de 2010. Elle est dirigée par Linda Jackson.

## Histoire
L'équipe est créée en 2005 par Linda Jackson, six fois championne du Canada.
En 2009, l'objectif de l'équipe est d'être la meilleure d'Amérique du Nord. Linda Jackson considère l'année suivante avoir atteint son objectif. Elle court avec une licence UCI à partir de 2010.
En 2012, l'équipe se concentre principalement sur le circuit nord-américain. En 2014, l'équipe commence sa dixième saison. Elle remporte le classement par équipes du circuit nord-américain en 2009, 2013 et 2014.
Pour la saison 2022, l'équipe obtient une licence en tant qu'UCI Women's WorldTeam. EF Education First rejoint la formation en tant que sponsor principal. L'équipe est rebaptisée EF Education-Tibco-SVB et s'est associée à l'équipe World Tour masculine parrainée par EF Education, EF Education-Nippo. Les sociétés possédant l'équipe féminine To The Top et l'équipe masculine Slipstream Sports et EF Pro Cycling sont quant à elles restées indépendantes.
En 2023, deux des trois principaux sponsors de l'équipe, la Silicon Valley Bank et TIBCO, rencontrent des difficultés économiques et se retirent du sponsoring. La société d'exploitation de l'équipe masculine EF Pro Cycling annonce en août 2023 qu'une nouvelle équipe appelée EF Education-Cannondale avec le statut d'équipe continentale féminine UCI sera lancée pour la saison 2024. La manager de d'équipe devrait être Esra Tromp. À la mi-août 2023, Linda Jackson annonce la dissolution de l'équipe EF Education-Tibco-SVB en fin de saison. Elle ajoute que la nouvelle équipe continentale EF Education-Cannondale n'aura aucun lien avec elle.

## Classements UCI
Ce tableau présente les places de l'équipe au classement de l'Union cycliste internationale en fin de saison, ainsi que la meilleure cycliste au classement individuel de chaque saison.
| Classement UCI | Classement UCI         | Classement UCI                              | Classement UCI |
| Année          | Classement par équipes | Meilleure coureuse au classement individuel |                |
| -------------- | ---------------------- | ------------------------------------------- | -------------- |
| 2010           | 10e                    | Ruth Corset (30e)                           |                |
| 2011           | 12e                    | Joëlle Numainville (27e)                    |                |
| 2012           | 13e                    | Megan Guarnier (36e)                        |                |
| 2013           | 9e                     | Shelley Olds (13e)                          |                |
| 2014           | 18e                    | Jasmin Duehring (71e)                       |                |
| 2015           | 11e                    | Lauren Stephens (20e)                       |                |
| 2016           | 19e                    | Lauren Stephens (69e)                       |                |
| 2017           | 14e                    | Lauren Stephens (23e)                       |                |
| 2018           | 16e                    | Alison Jackson (43e)                        |                |
| 2019           | 15e                    | Alison Jackson (36e)                        |                |
| 2020           | 14e                    | Lauren Stephens (13e)                       |                |
| 2021           | 13e                    | Kristen Faulkner (24e)                      |                |
| 2022           | 11e                    | Veronica Ewers (22e)                        |                |
| 2023           | 16e                    | Alison Jackson (29e)                        |                |
|                |                        |                                             |                |
| Source : UCI   |                        |                                             |                |

Le tableau ci-dessous présente les classements de l'équipe sur la Coupe du monde, ainsi que sa meilleure coureuse au classement individuel.
| Coupe du monde | Coupe du monde         | Coupe du monde                              | Coupe du monde |
| Année          | Classement par équipes | Meilleure coureuse au classement individuel |                |
| -------------- | ---------------------- | ------------------------------------------- | -------------- |
| 2010           | 21e                    | Ruth Corset (22e)                           |                |
| 2011           | 15e                    | Joëlle Numainville (27e)                    |                |
| 2012           | 25e                    | Megan Guarnier (48e)                        |                |
| 2013           | 10e                    | Chantal Blaak (23e)                         |                |
| 2014           | 18e                    | Jasmin Duehring (71e)                       |                |
| 2015           | 17e                    | Emily Collins (55e)                         |                |
|                |                        |                                             |                |
| Source : UCI   |                        |                                             |                |

À partir de 2016, l'UCI World Tour féminin remplace la Coupe du monde.
| UCI World Tour | UCI World Tour         | UCI World Tour                              | UCI World Tour |
| Année          | Classement par équipes | Meilleure coureuse au classement individuel |                |
| -------------- | ---------------------- | ------------------------------------------- | -------------- |
| 2016           | 20e                    | Brianna Walle (52e)                         |                |
| 2017           | 16e                    | Lauren Stephens (40e)                       |                |
| 2018           | 13e                    | Alison Jackson (49e)                        |                |
| 2019           | 15e                    | Alison Jackson (32e)                        |                |
| 2020           | 16e                    | Lauren Stephens (24e)                       |                |
| 2021           | 13e                    | Kristen Faulkner (12e)                      |                |
| 2022           | 12e                    | Veronica Ewers (31e)                        |                |
| 2023           | 15e                    | Georgia Williams (50e)                      |                |
|                |                        |                                             |                |
| Source : UCI   |                        |                                             |                |

## Principales victoires

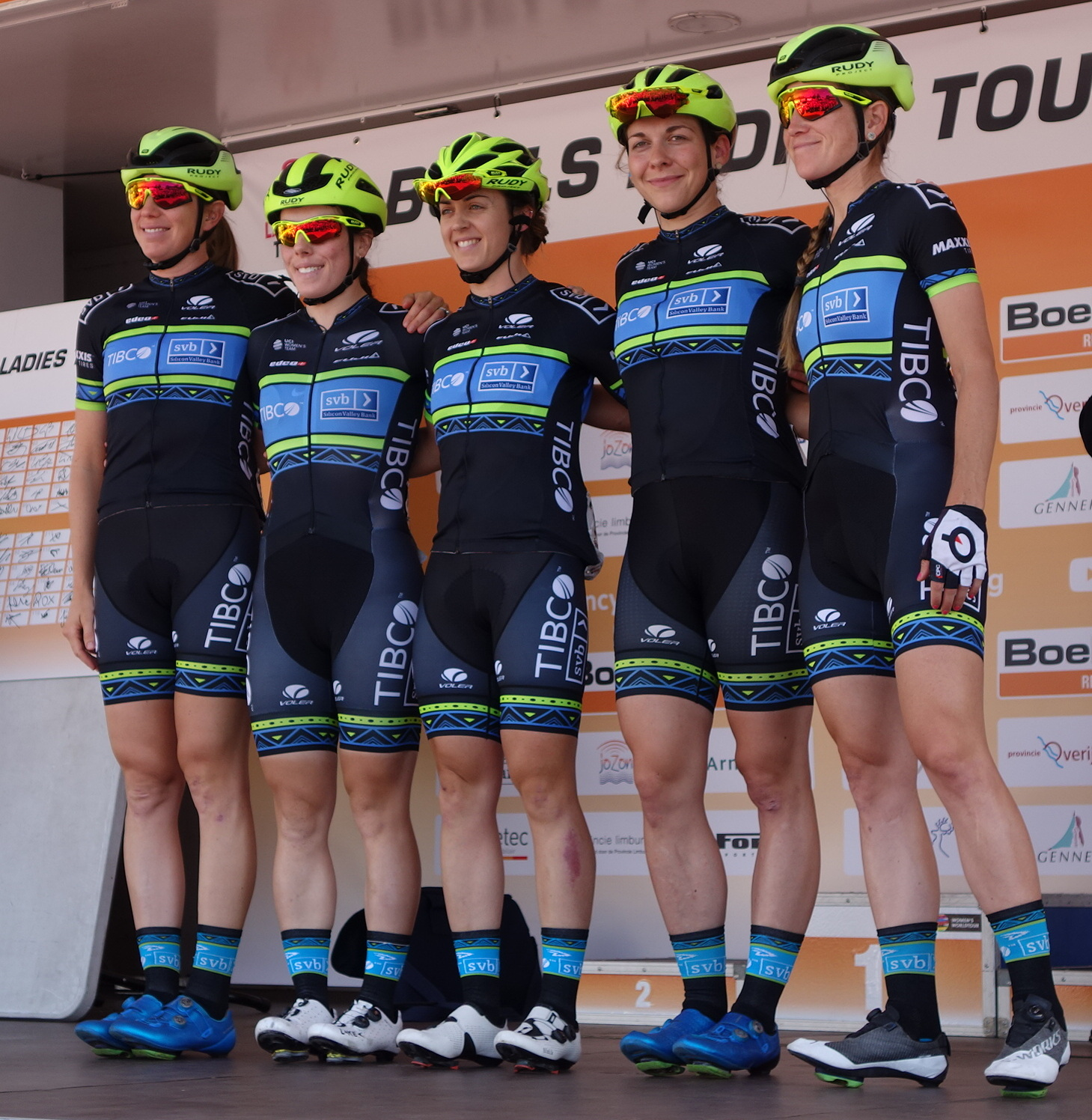
Tibco-SVB au départ de la première étape du Boels Ladies Tour 2019.

### Compétitions internationales
Cyclisme sur route
- Championnats d'Océanie : 1
  - Course en ligne : 2019 (Sharlotte Lucas)

Cyclisme sur piste
- Championnats du monde : 1
  - Omnium : 2011 (Tara Whitten)

### Championnats nationaux
Cyclisme sur route
- Championnats d'Australie : 4
  - Course en ligne : 2010 (Ruth Corset) et 2018 (Shannon Malseed)
  - Contre-la-montre : 2020 et 2021 (Sarah Gigante)
- Championnats des États-Unis : 4
  - Course en ligne : 2009 (Meredith Miller), 2012 (Megan Guarnier), 2022 (Emma Langley)
  - Critérium : 2015 (Kendall Ryan)
- Championnats du Guatemala : 3
  - Course en ligne : 2017 (Nicolle Bruderer)
  - Contre-la-montre : 2017 et 2018 (Nicolle Bruderer)
- Championnats d'Israël sur route : 2
  - Course en ligne : 2022 (Omer Shapira)
  - Contre-la-montre : 2022 (Omer Shapira)
- Championnats du Mexique : 2
  - Course en ligne : 2017 (Íngrid Drexel)
  - Contre-la-montre : 2017 (Íngrid Drexel)
- Championnats de Nouvelle-Zélande : 1
  - Contre-la-montre : 2023 (Georgia Williams)

Cyclisme sur piste
- Championnats du Canada : 1
  - Omnium : 2011 (Tara Whitten)
- Championnats des États-Unis : 1
  - Poursuite individuelle : 2012 (Lauren Hall)

### UCI World Tour féminin
- - Paris-Roubaix Femmes : 2023 (Alison Jackson)

## Encadrement de l'équipe
La dirigeante et représentante de l'équipe auprès de l'UCI depuis sa création est Linda Jackson. Christopher N Georgas occupe différent poste dont celui de directeur sportif dans l'équipe de 2011 à 2014. En 2011, les adjoints à la direction de l'équipe sont Patricia Phillips et Angela Van Smoorenburg. La première part l'année suivante. En 2013, Manel Lacambra devient directeur sportif et Van Smoorenburg quitte l'équipe. Les directeurs sportifs en 2014 sont Edward Beamon, Matthew Stephens et Egon van Kessel. L'année suivante seul le premier l'est toujours. Il reste en poste en 2016 à 2018. En 2019, Rachel Heal devient la directrice sportive.
En 2010, Christopher N Georgas s'occupe d'encadrer les filles lors des courses en Europe. Ryan Bontrager est mécaniciens la même année.

## Partenaires
Depuis 2005, Le partenaire principal de l'équipe est Tibco Software une société produisant des logiciels. SVB, Silicon Valley Bank, est partenaire secondaire depuis les débuts également, mais ne donne son nom à l'équipe qu'en 2015,.
Au niveau de l'équipement, en 2015, les vélos sont équipés de cadre Fuji en Shimano, avec des pédales Speedplay, les lunettes Rudy Project et les home-trainers Kinetic. 

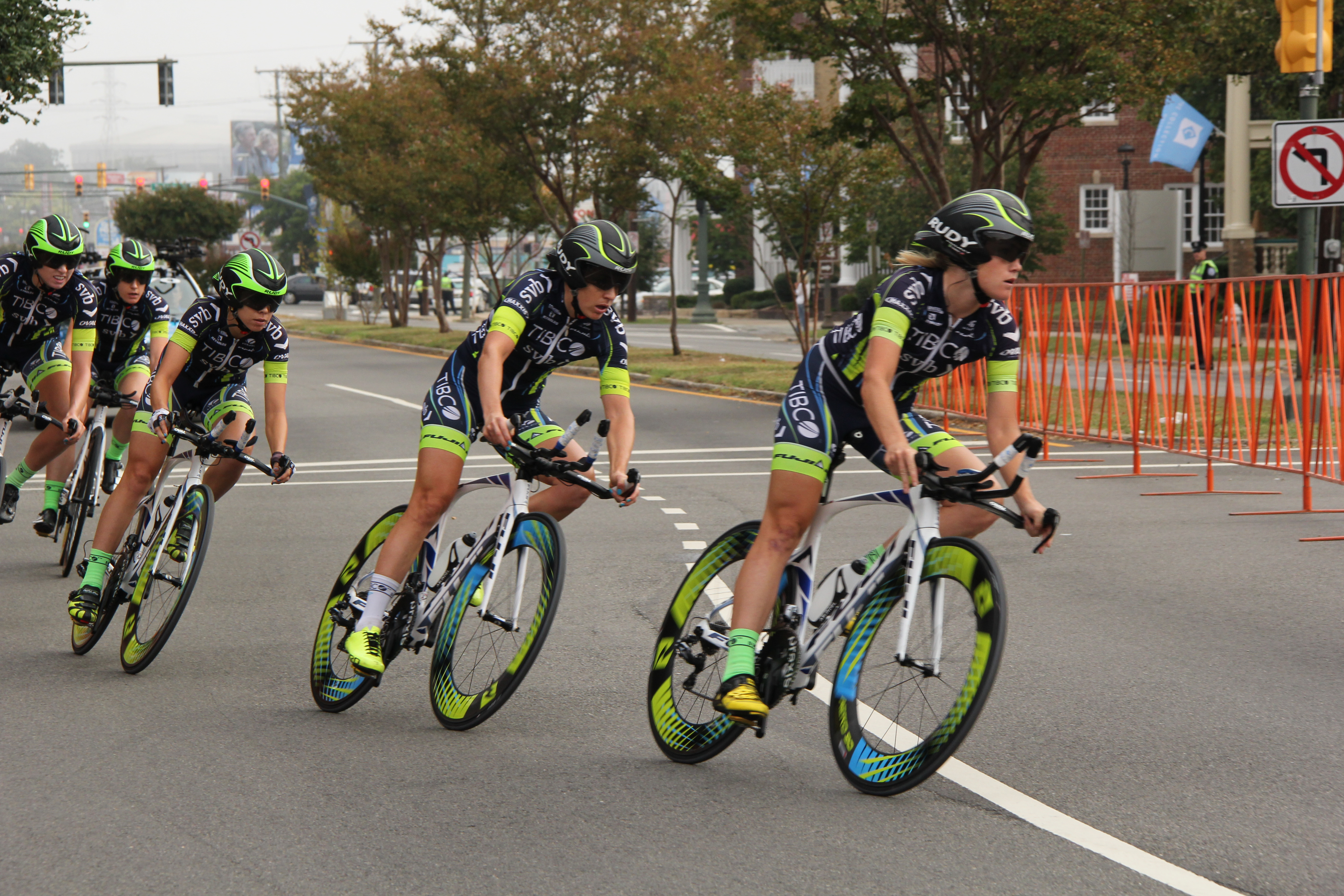
Tibco-SVB lors du championnat du monde de contre-la-montre par équipes 2015

## EF Education-Tibco-SVB en 2023
| Arrivées         | Équipe 2022        |
| ---------------- | ------------------ |
| Alison Jackson   | Liv Racing Xstra   |
| Georgia Williams | BikeExchange Jayco |

| Départs | Équipe 2023 |
| ------- | ----------- |

## Saisons précédentes

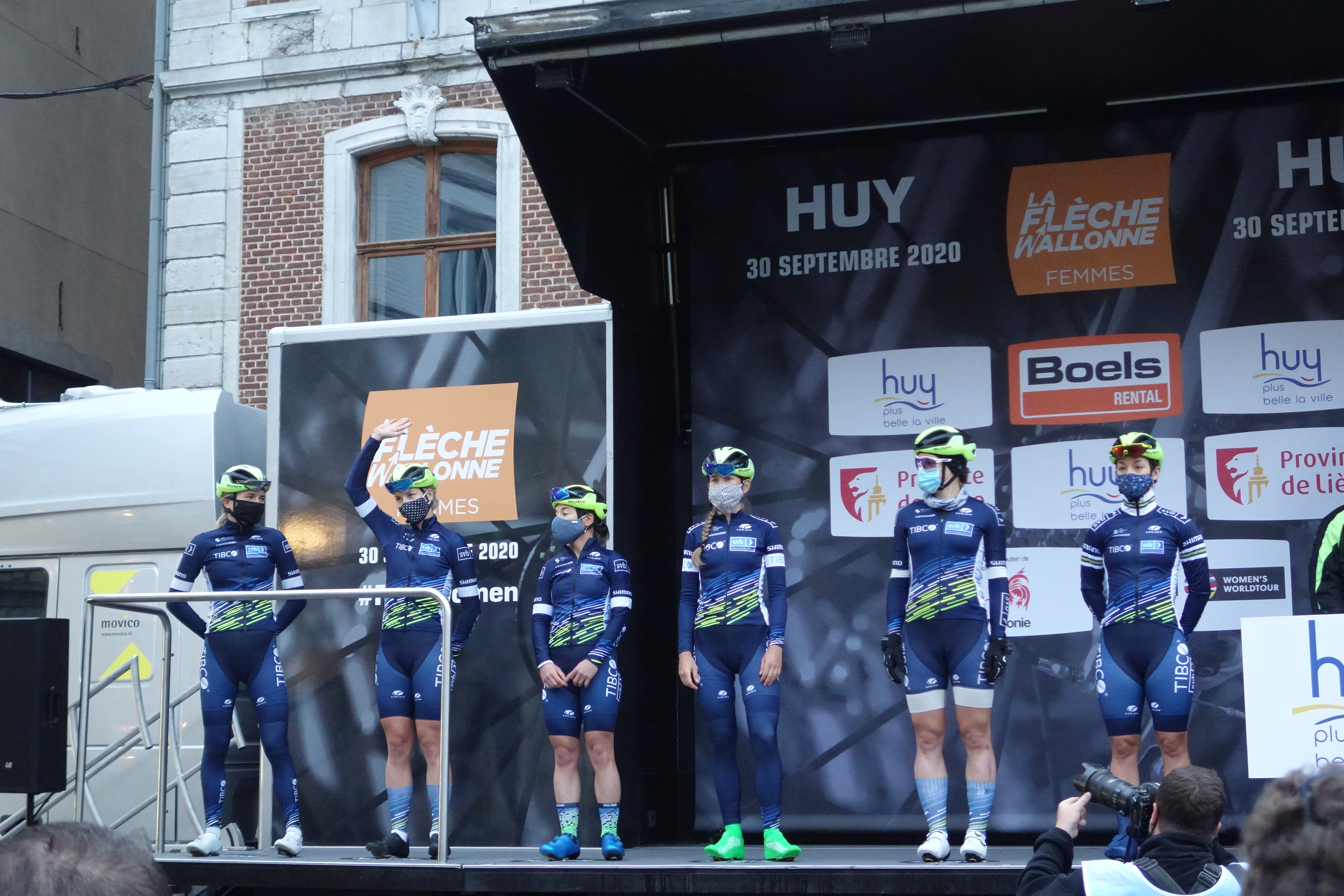
Équipe au départ de la Flèche wallonne

- Saison 2022 de l'équipe cycliste EF Education-Tibco-SVB